# Marie Escudier
Pour les articles homonymes, voir Escudier.
Marie Escudier, né le 29 juin 1819 à Castelnaudary et mort le 18 avril 1880 à Paris 16e, est un journaliste, critique musical et éditeur de musique français.

## Biographie
D’une précocité rare, Escudier a achevé sa licence de droit à 18 ans. Ayant perdu, la même année, son père, Jean Pierre Escudier et sa mère, Anne Claire Bourrely, il fonde, avec son ainé Léon, une revue, le Gascon, et un journal politique, la Patrie, écrits, composés et imprimés à Toulouse par leurs propres soins. La popularité de ces publications dans le Midi ne suffisant pas aux besoins des deux frères, il monte, avec son frère, chercher fortune à Paris.
Désargentés, sans relations, les deux frères subsistent grâce à la publication d’articles dans le Bon Sens, puis à la Revue du XIXe siècle. De 1850 à 1858, ils tiennent le feuilleton musical dans le Pays. Il a également dirigé, avec son frère et Granier de Cassagnac, le journal Le Réveil, dans lequel un groupe d'hommes distingués se proposait de régénérer les mœurs par la prédication des plus hautes doctrines sociales, et qui a paru de janvier à décembre 1858.
Il prend, avec son frère la direction de la Revue du Nord et entre au Monde de l'abbé de La Mennais, auquel collabore George Sand, tout en continuant à pratiquer le violon, sous un élève de Pierre Baillot, du nom de Michel.
En 1838, les deux frères ajoutent la musique à leur pratique journalistique, en fondant, avec Jules Maurel, une maison d'édition musicale, en parallèle avec l’hebdomadaire La France musicale, destinée à lui servir d’organe de publicité, et à laquelle était annexé un comptoir de musique et une sorte d’agence lyrique et dramatique qui négociait à la fois la confection des opéras et l’engagement des artistes. Léon ayant réussi à battre l’éditeur Brandus et Cie au poteau en achetant à Giuseppe Verdi en Italie les droits du Trouvère, dont l’immense succès a assuré la fortune de leur maison d'édition.
Éditeurs attitrés de Verdi, toutes les œuvres de ce musicien seront dans leur fonds de commerce. Il publie, avec Léon, plusieurs écrits touchant à la musique : Études biographiques sur les chanteurs contemporains, Dictionnaire de musique théorique et historique, Rossini, sa vie et ses œuvres, Vie et aventures des cantatrices célèbres. On leur doit également les paroles de la mélodie française de Verdi l’Abandonnée, dédiée à Giuseppina Strepponi, ce qui explique sa publication, dès sa réalisation, en 1849, dans la France musicale. Ils ont aussi édité le Nouveau Monde de Louis Blanc, en 1849 et De la décadence de l’Angleterre de Ledru-Rollin en 1850.
Après son mariage avec la pianiste et professeure de piano autrichienne Rosa-Alexandra Kastner, qui était venue s'établir à Paris, en 1860, les deux frères mettent fin à leur association. Marie hérite de la La France musicale, qui a subsisté plus de vingt ans, tandis que, de son côté, Léon prend seul la direction du magasin de musique et fonde un journal de boutique, l'Art musical.
Délaissant le monde des théâtres et des arts, il réoriente son activité vers la politique. Très lié à Arthur de La Guéronnière, qui venait de prendre la direction de La France, journal fondé en aout 1862, dont la ligne éditoriale conciliait la fidélité à l'Empereur et la réaffirmation du pouvoir temporel du pape, il en devient un collaborateur actif.
Ses manières affables et sa bienveillance n’ont pas tardé à lui créer des relations utiles dans le monde politique et surtout parmi le personnel des ambassades. Également attaché au journal La Liberté, il dirigeait, depuis 1878, une revue de la presse étrangère au Figaro, sous la signature « Un Diplomate ».
Jamais malade et toujours très actif, il s’est alité, huit jours avant sa mort, avant de succomber soudainement à une congestion pulmonaire. Décoré de la Légion d’honneur, le 13 aout 1861, il était également commandeur de plusieurs ordres. De Rosa Kastner, il a eu une fille, Marie, à peine âgée de dix ans, à sa mort,.

## Publications
- Marc-Amédée Gromier, Introduction à l'histoire de la musique (préface), 1883.
- Dictionnaire de musique théorique et historique (préf. Fromental Halévy), Paris, Édouard Dentu, 1872, 5e éd., 4, xxii, 508 p., in-16 (OCLC 763256640, lire en ligne).
- Rossini, sa vie et ses œuvres, Paris, Édouard Dentu, 1854, xx, 338 p. (OCLC 794824380, lire en ligne).
- La France musicale, 1851-1870.
- La Musique, Paris, 1849-1850.
- La France musicale, 1837-1848.
- La Vérité sur l'Opéra : réponse au mémoire de M. Léon Pillet (Extrait de la France musicale du 28 février 1847), Paris, E. Proux, [s.d.], 16 p., in-8º (OCLC 763614895, lire en ligne sur Gallica).